# کتل ویسعلی
کتل ویسعلی، روستایی از توابع بخش چرام شهرستان کهگیلویه در استان کهگیلویه و بویراحمد ایران است.

## جمعیت
این روستا در دهستان چرام قرار دارد و براساس سرشماری مرکز آمار ایران در سال ۱۳۸۵، جمعیت آن ۱۰۱ نفر (۱۹خانوار) بوده‌است. در سال ۱۴۰۰ جمعیت این روستا به (۱۰۰خانوار) رسیده است